# Кетра

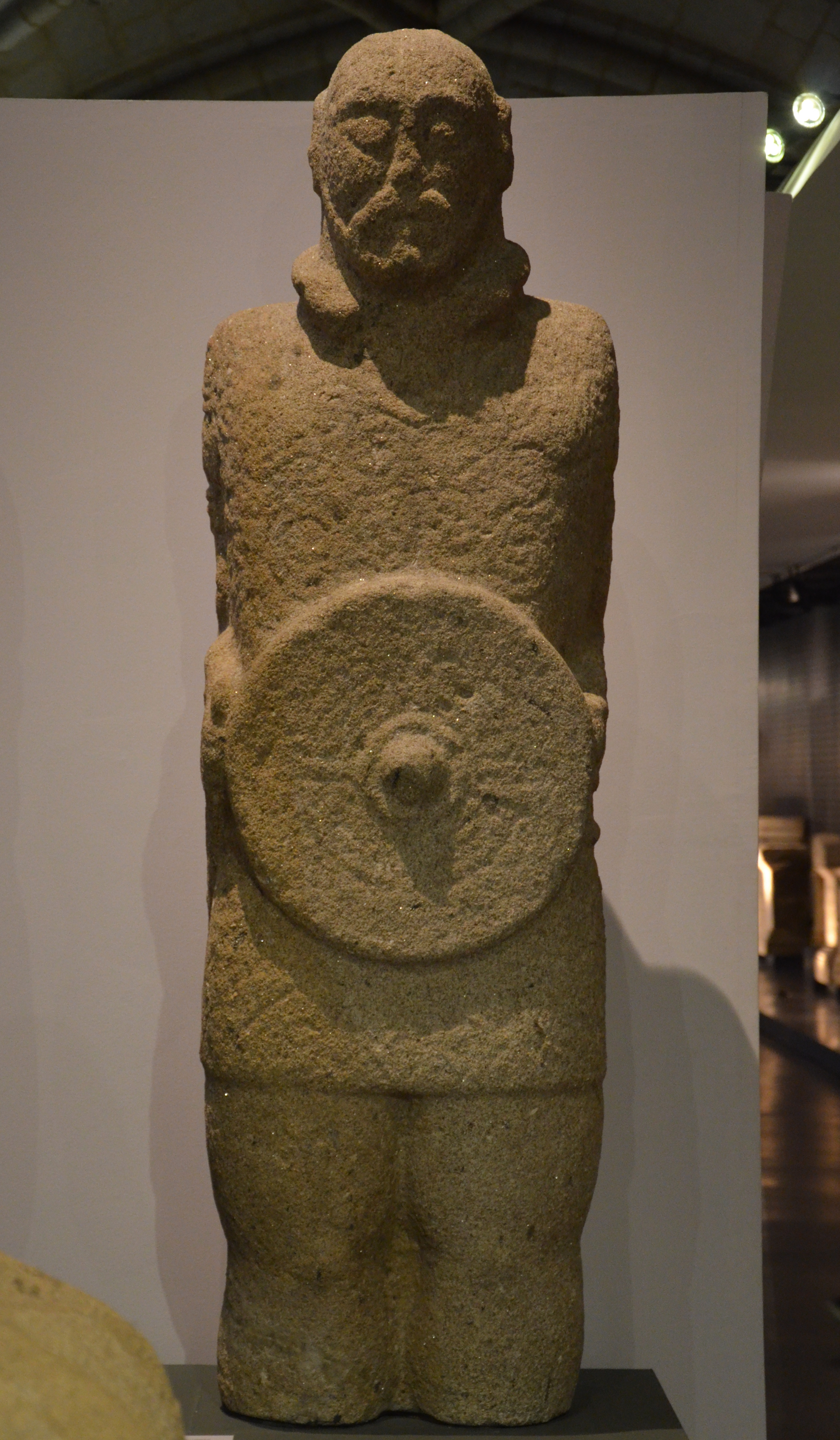
Баба лузітанського воїна з кетрою (І ст. н. е., Лісабонський археологічний музей).

Ке́тра (лат. caetra; грец. καίτρεα, kaítrea), або це́тра — іспанський малий круглий щит V ст. до н. е. — I ст. н. е. Використовувався мешканцями Піренейського півострова — іберами, кельтіберами, лузітанами. Діаметр — від 30 до 90 см (1—3 фути; у лузітанів — до 60 см, у кельтіберів — до 90); вага — 4–5 кг; товщина — до 20 мм в центрі й до 10 мм по краю. Виготовлявся з дерев'яних дошок, скріплених металевою смугою, або плетеної лози. Покривався шкірою тварин. Декорувався з лицьової сторони металічними накладками з геометричним орнаментом (як зазначає Тит Лівій для розрізнення родів і племен). По центру мав залізний умбон, яким відтісняли противника і завдавали ударів. Іберійські й кельтіберські щити мали залізну ручку, кільця і ремінь; лузітанські — ні кілець, ні ручок. Кріпився до тіла вояка мотузками або шкіряними ременями, що проходили через плече і спину, додаючи мобільності носію. Був на озброєнні піхоти і кінноти. Спалювався під час похорону разом із тілом носія. Фігурує на антропоморфних скульптурах півострова. Озброєні ним легкі піхотинці називалися кетратами (лат. caetrati).

## Назва
- Кетра (лат. caetra) — латинська назва[3].
- Сетра (порт. cetra)
- Цетра (лат. caetra)
- Іберійський щит (ісп. escudo ibérico) — кетра з ручкою.
- Кельтіберський щит (ісп. escudo celtíbero) — кетра з ручкою.
- Лузітанський щит (ісп. escudo lusitano) — кетра без ручки.

## Опис
Діодор Сицилійський називає кельтіберський щит тиреєм (грец. θυρεός, thyreós), подібним до грецького. Водночас такий самий лузітанський щит він іменує пелтою, зазначаючи, що лузітани дуже вправно відбивали ним удари і стріли.
Кетра фігурує на антропоморфних скульптурах воїнів Піренейського півострова. Найдавніша з таких скульптур, на яких зафікстовано малий круглий щит датується серединою V ст. до н. е. й походить з околиць Хаена, Іспанія.
Античні автори повідомлюють, що кетри також мали на озброєнні брити Британії та мешканці Мавретанії.

## Галерея

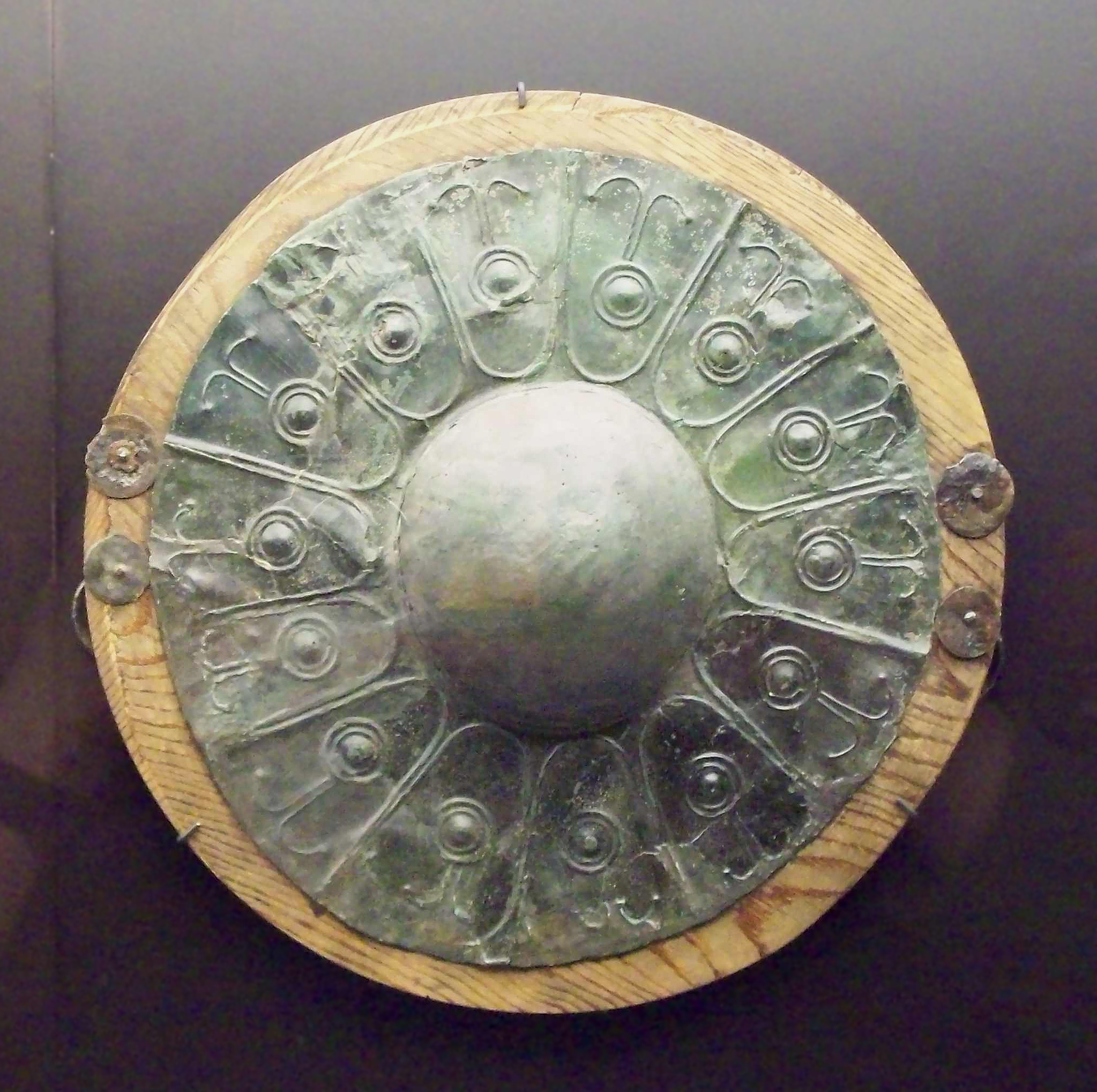
Кельтіберський щит
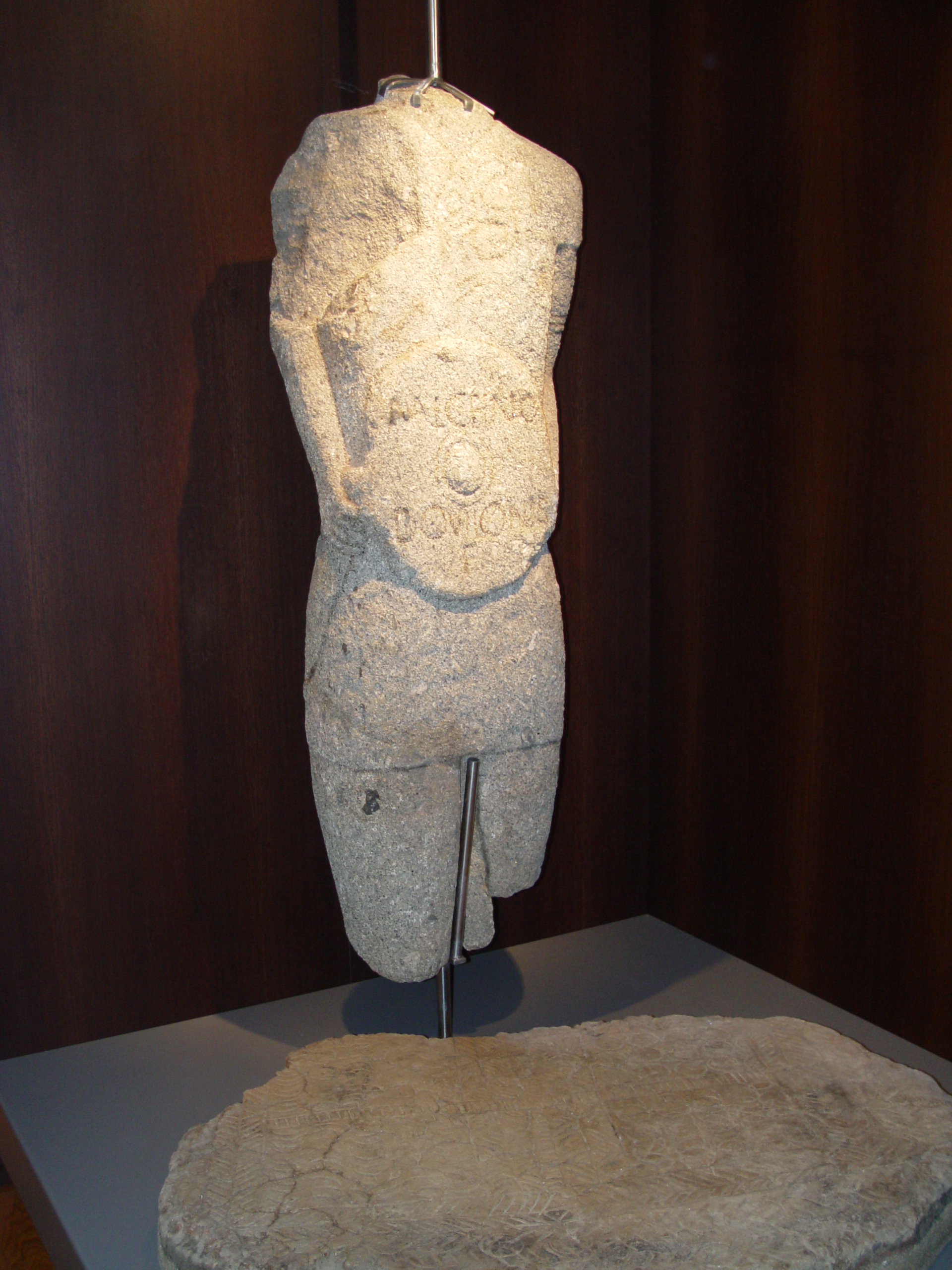
Баба зі щитом (Брага, Португалія)
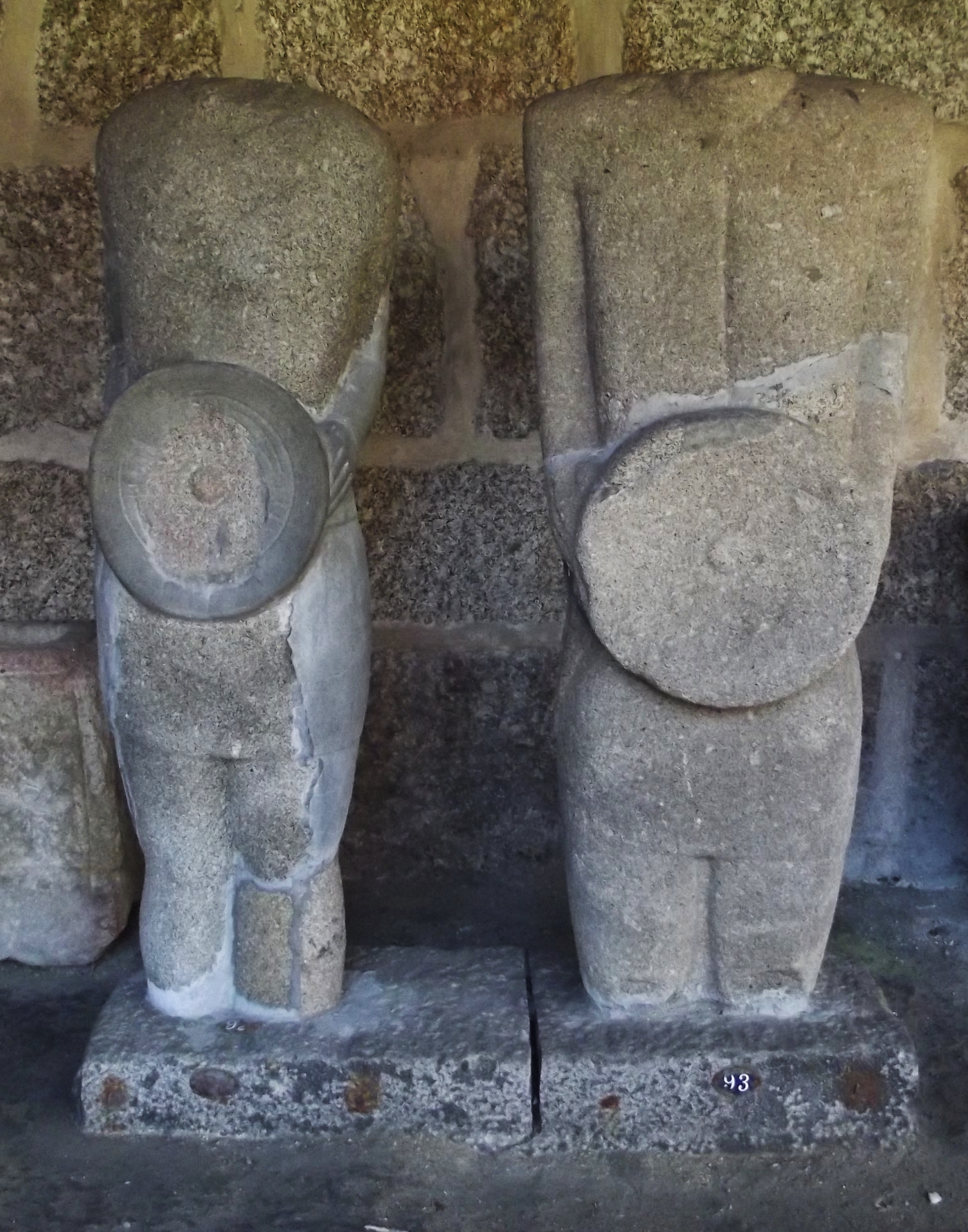
Баби зі щитами (Гімарайнш, Португалія)
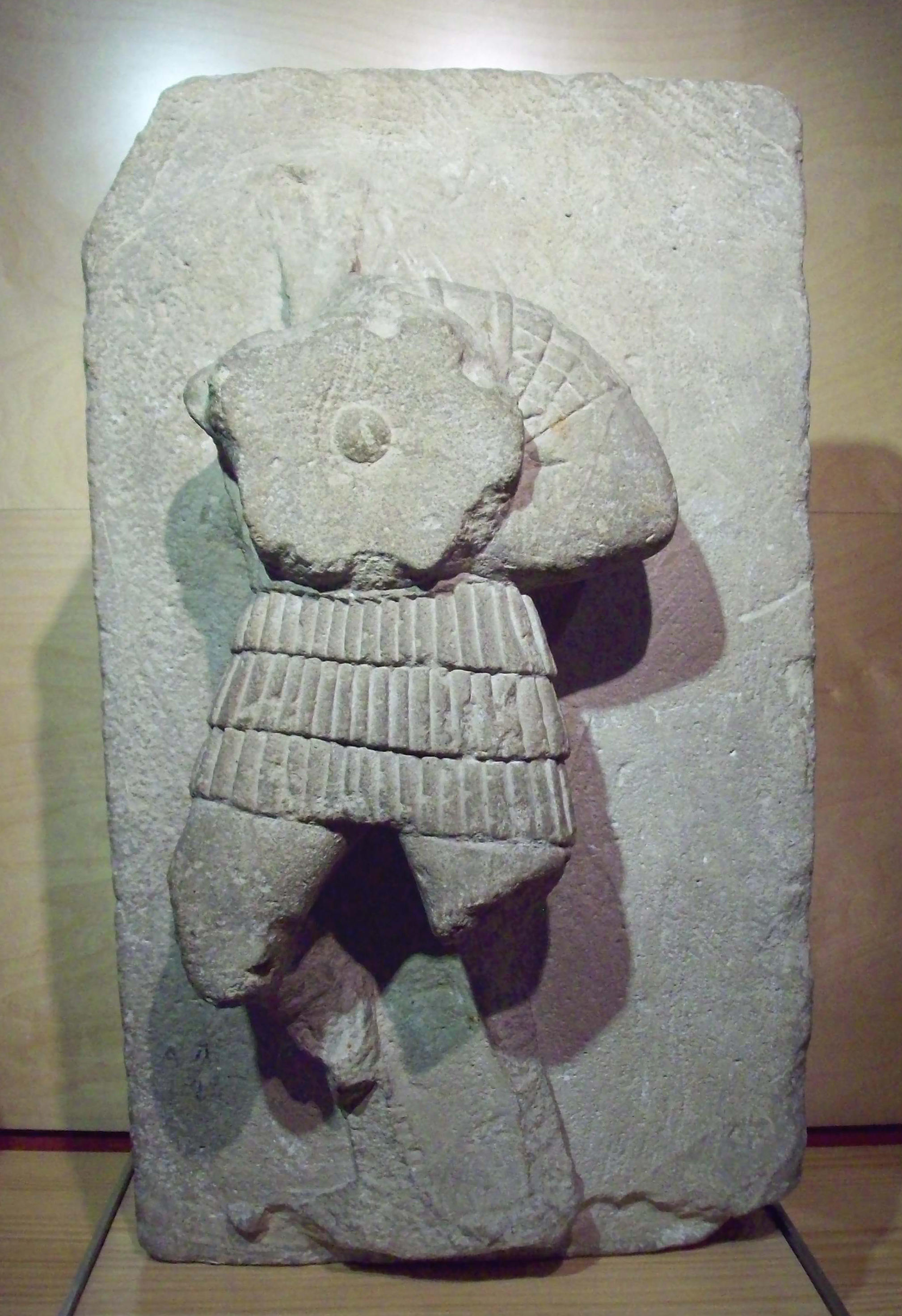
Воїн зі щитом (Осуна, Іспанія)
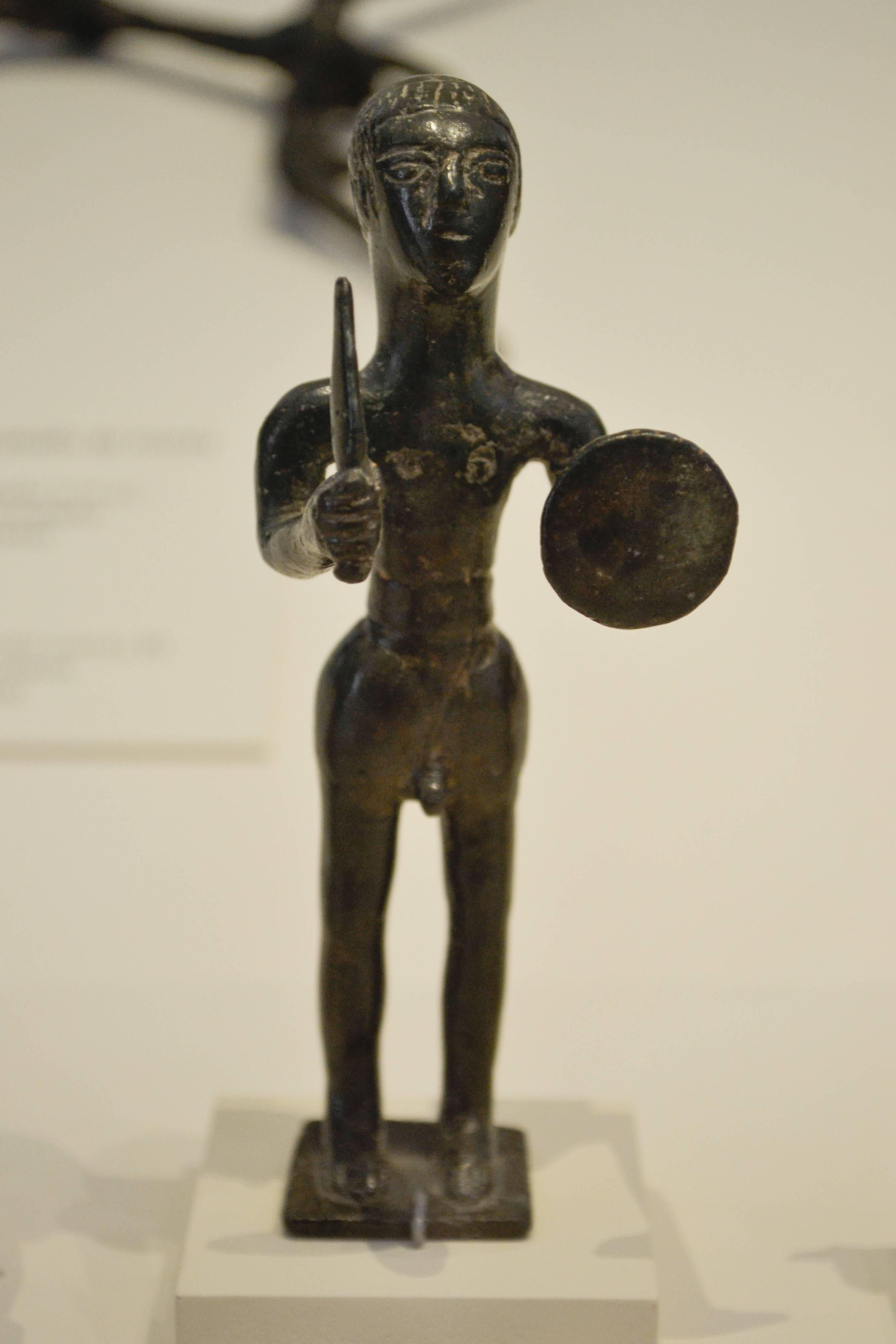
Воїн зі щитом (Хаен, Іспанія)
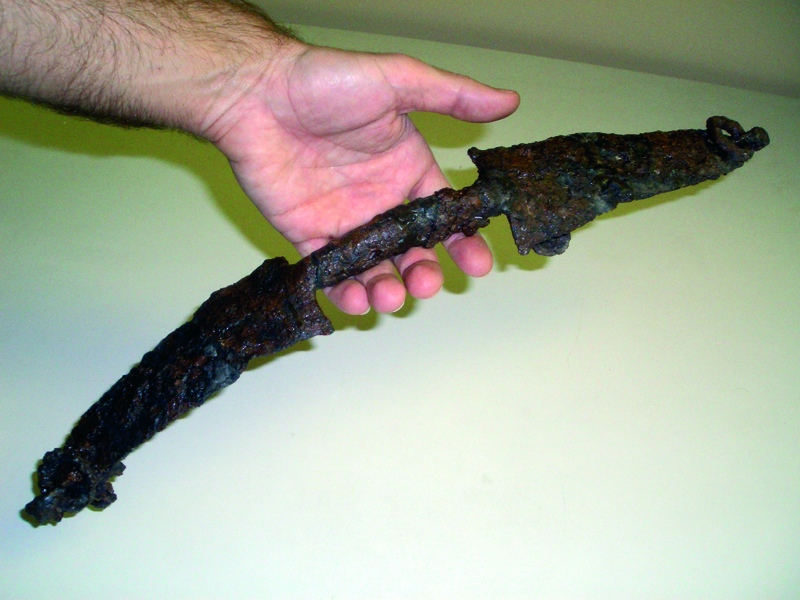
Ручка іберійського щита
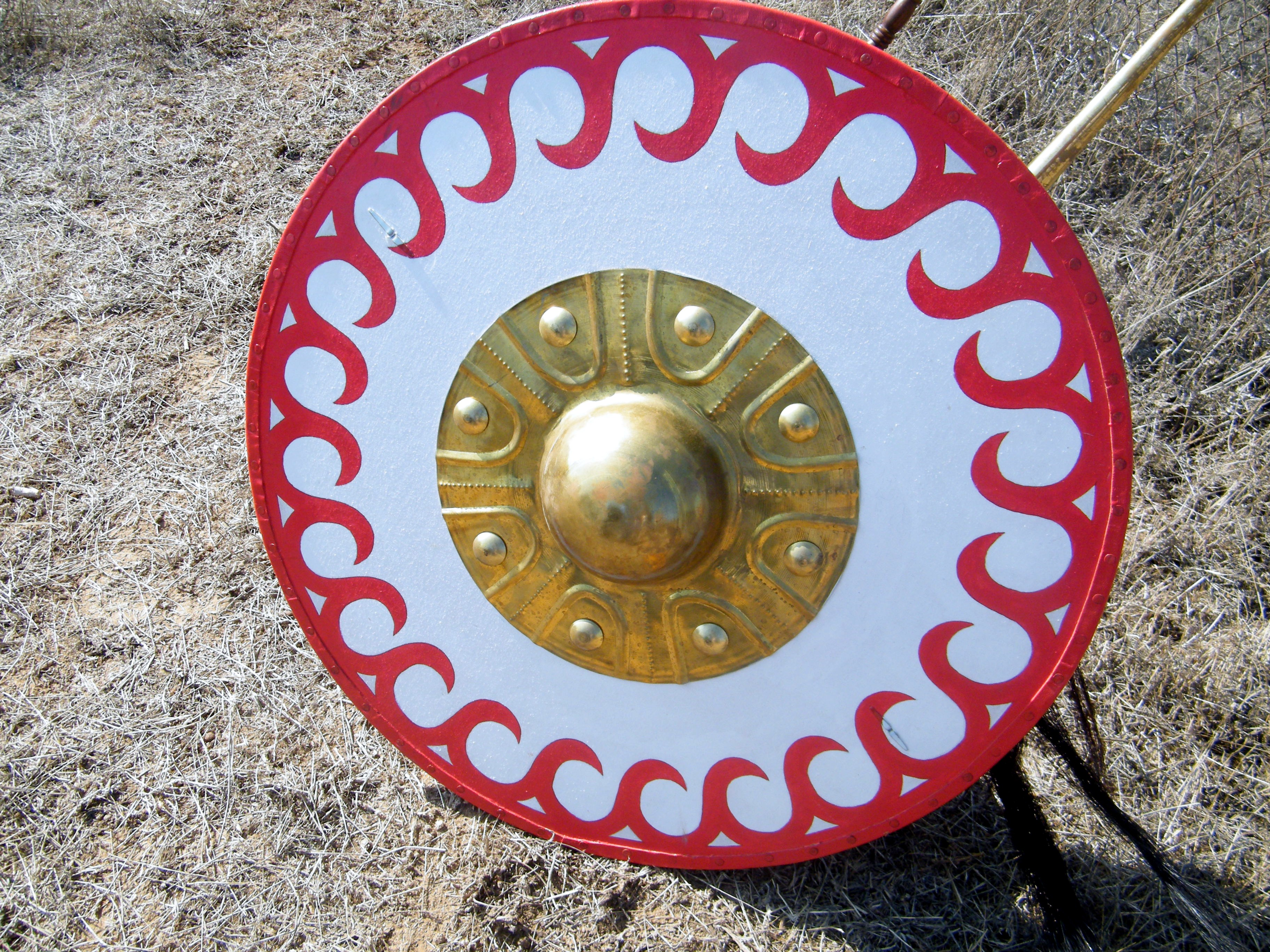
Іберський щит (реконстуркція)
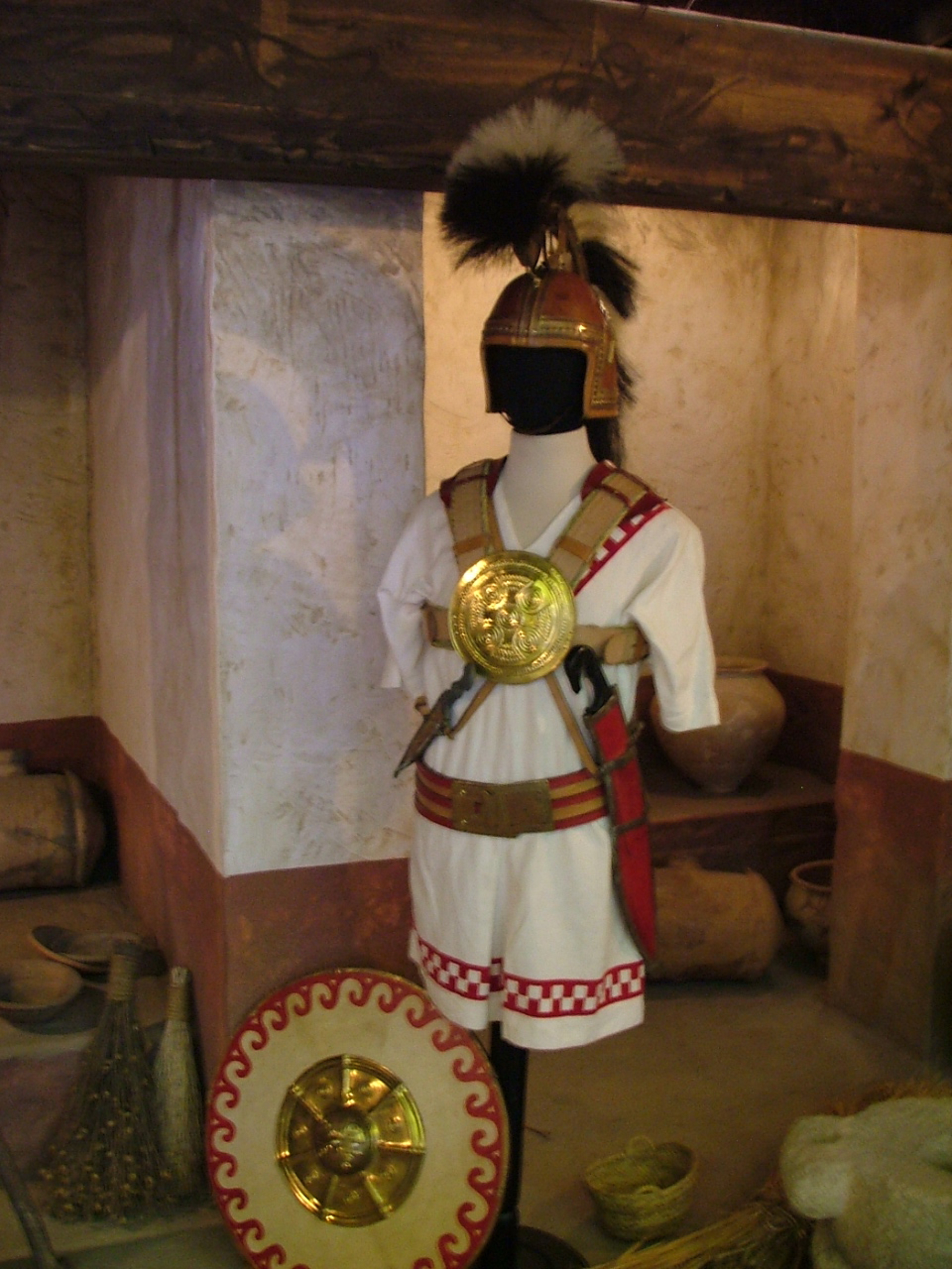
Іберський обладунок (реконстуркція)
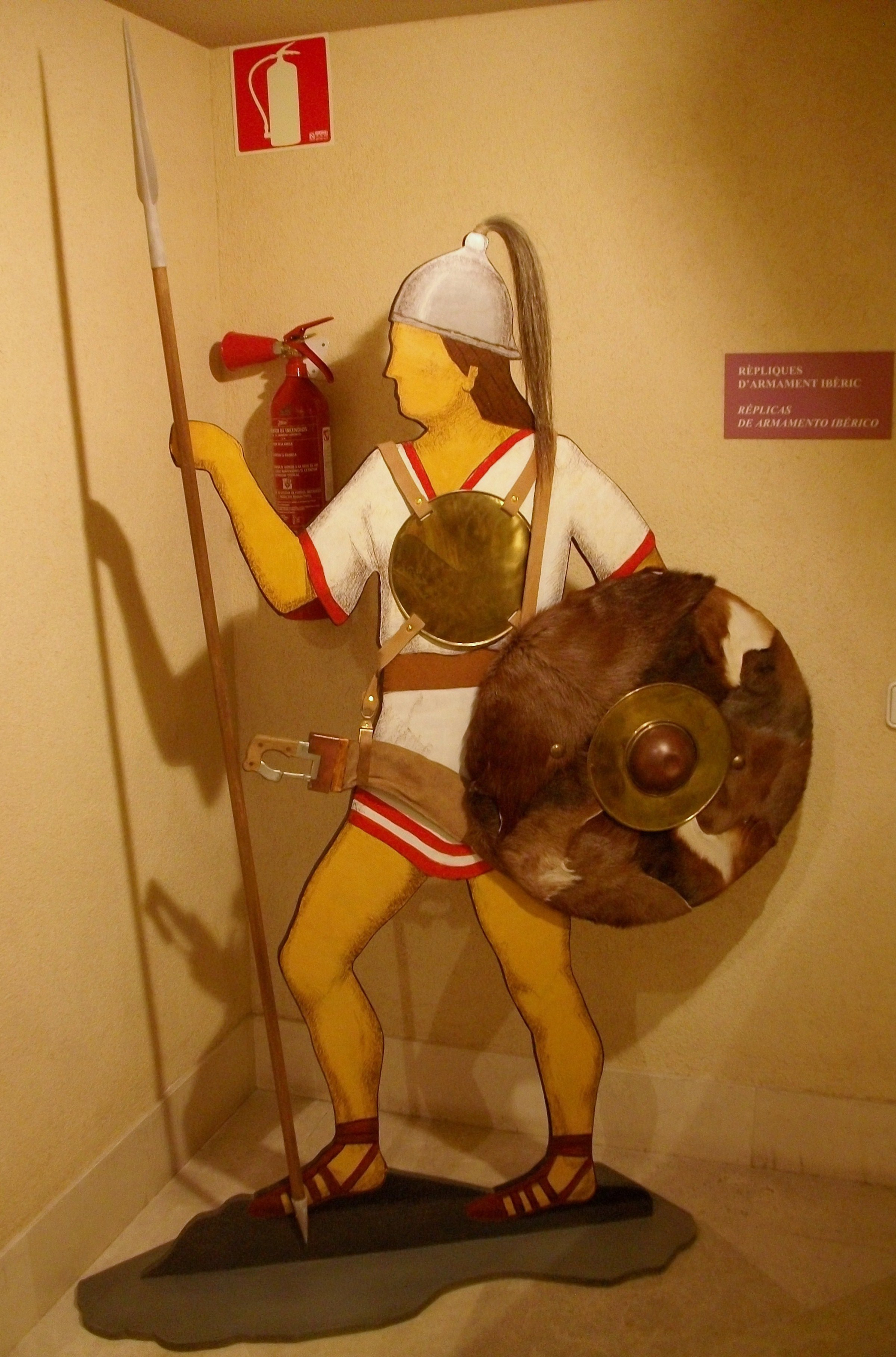
Іберієць зі щитом (реконстуркція)
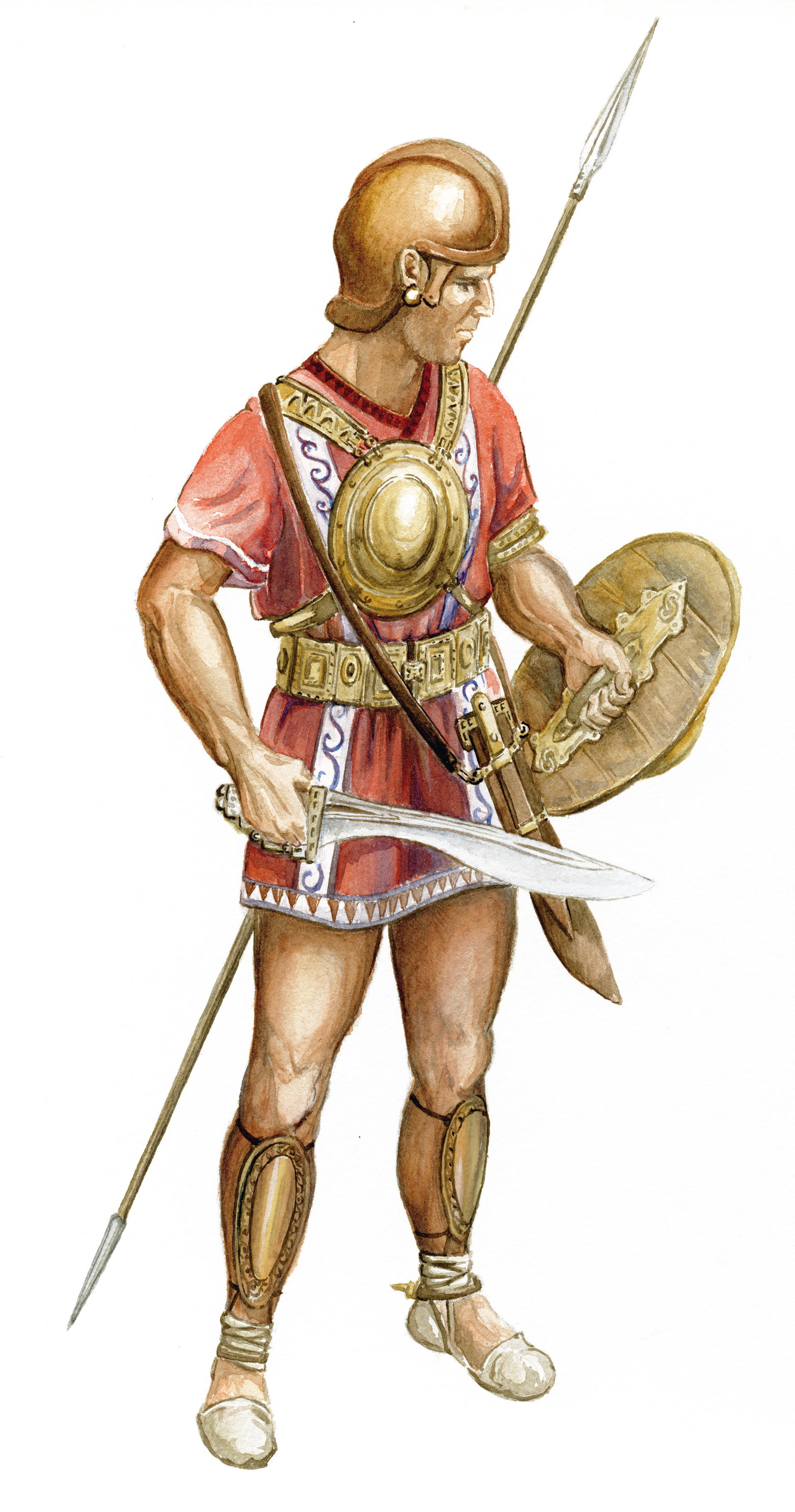
Іберієць зі щитом (реконстуркція)